# (10151) Rubens
(10151) Rubens (1994 PF22) – planetoida z pasa głównego asteroid okrążająca Słońce w ciągu 3,4 lat w średniej odległości 2,26 j.a. Odkryta 12 sierpnia 1994 roku.